# Kazimierz Szeliski
Kazimierz Szeliski herbu Szeliga (ur. w marcu 1807 w Kozowej, zm. 19 maja 1885 w sanatorium Loewa w Wiedniu) – ziemianin, powstaniec listopadowy, uczestnik Wiosny Ludów, poseł na Sejm Krajowy Galicji i do austriackiej Rady Państwa/
Uczęszczał do gimnazjum jezuickiego i studium filozoficznego w Tarnopolu (1821-1825). Następnie studiował prawo na uniwersytecie we Lwowie.  Po wybuchu powstania listopadowego wraz z bratem Mateuszem w grudniu 1830 wstąpił do Pułku Jazdy Poznańskiej. Jako podporucznik Uczestniczył w wyprawie gen. Henryka Dembińskiego na Litwę (1831). Po klęsce powstania  przez Prusy powrócił w 1832 do Galicji. Tu został członkiem tajnego Związku Dwudziestu Jeden we Lwowie, skupiającego byłych powstańców i udzielającego pomocy emisariuszom i więźniom politycznym.
Członek Stanów Galicyjskich i od września 1845 komisji ds. reformy stosunków włościańskich. W okresie Wiosny Ludów podpisał w marcu 1848 lwowski adres do cesarza Ferdynanda I z żądaniami swobód politycznych dla Galicji, a następnie wszedł w skład polskiej delegacji do cesarza. Od kwietnia 1848 był członkiem Rady Centralnej Narodowej we Lwowie. i jej V Wydziału. 
Ziemianin, właściciel odziedziczonych w 1845 dóbr Kozowa.(pow. brzeżański) a od 1850 wniesionej jako wiano żony majątku Chodaczkowa Wielka (pow. tarnopolski). Znany hodowca koni, m.in. pokazał je na Krajowej Wystawie Rolniczej we Lwowie (1877). Był także fundatorem kościoła Matki Boskiej Pociesznej i św. Józefa Oblubieńca w Chodaczkowej Wielkiej (1878-1880). Od 1863 członek oddziału tarnopolskiego Galicyjskiego Towarzystwa Gospodarskiego we Lwowie. Działacz Galicyjskiego Towarzystwa Kredytowego Ziemskiego we Lwowie, prezes jego Wydziału Powiatowego w Tarnopolu i delegat na ogólne zgromadzenie (1868-1870)
W dobie autonomicznej włączył się do życia publicznego, jako zwolennik Franciszka Smolki. Poseł do Sejmu Krajowego Galicji I (1861–1867) i III kadencji (1873-1876),  Wybrany w I kurii (wielkiej własności) w obwodzie Tarnopol, z okręgu wyborczego Tarnopol Był członkiem Komisji Kultury Krajowej zajmującej się rolnictwem, W 1866 uczestniczył w Sejmie Krajowym w dyskusji nad reformą poboru do wojska ludności żydowskiej. Po śmierci posła Włodzimierza Łosia został ponownie posłem do Sejmu Krajowego w latach 1873- 1876. Od 1873 jako zastępca członka Wydziału Krajowego opowiadał się za zorganizowaniem w Krakowie obrad Sejmu Krajowego. Poseł do austriackiej Rady Państwa II kadencji (11 maja 1861 - 20 września 1865) wybrany przez Sejm w kurii I (wielkiej własności), Członek Koła Polskiego. 
Pochowany na cmentarzu przykościelnym w Chodaczkowej Wielkiej.

## Rodzina
Urodził się w rodzinie ziemiańskiej był synem Wincentego i Elżbiety z Karnkowskich, właścicieli Kozowej. Miał brata Mateusza, powstańca listopadowego, oraz siostrę Marię (1818-1880), żonę Erazma Rozwadowskiego (1807-1880). Ożenił się z Karoliną z Fuchsów (zm. 1887). Mieli syna - posła do Sejmu Krajowego Henryka oraz dwie córki Józefę i Melanię (1846-1881), żonę Augusta Piusa Benedykta Dzieduszyckiego (1844-1922).